# ماکیتو هاتاناکا
ماکیتو هاتاناکا (انگلیسی: Makito Hatanaka؛ زادهٔ ۷ ژوئن ۱۹۹۶) بازیکن فوتبال اهل ژاپن است.